# Triplete de números amigos
En matemáticas, un triplete de números amigos es un conjunto de tres números diferentes relacionados de tal manera que la suma de divisores restringida de cada uno es igual a la suma de los otros dos números.
En otra caracterización equivalente, una terna de amigos es un conjunto de tres números diferentes tales que la suma de los divisores de cada uno es igual a la suma de los tres números.
Entonces, un triplete (a, b, c) de números naturales se llama de amigos si s(a) = b + c, s(b) = a + c and s(c) = a + b, o equivalentemente, si σ(a) = σ(b) = σ(c) = a  + b + c. Aquí σ(n) es la suma de todos los divisores positivos, y s(n) = σ(n) − n es la suma alícuota.

## Ejemplo
Por ejemplo, (1980, 2016, 2556) es una terna de números amigos, tal como figura en (sucesión A125490 en OEIS). Para comprobarlo, basta determinar sus divisores y sumarlos, y ver si:
σ(1980) = σ(2016) = σ(2556) = 1980 + 2016 + 2556
Realizando los cálculos correspondientes:
- 1980 + 2016 + 2556 = 6552
- σ(1980) = 1 + 2 + 3 + 4 + 5 + 6 + 9 + 10 + 11 + 12 + 15 + 18 + 20 + 22 + 30 + 33 + 36 + 44 + 45 + 55 + 60 + 66 + 90 + 99 + 110 + 132 + 165 + 180 + 198 + 220 + 330 + 396 + 495 + 660 + 990 + 1980 = 6552
- σ(2016) = 1 + 2 + 3 + 4 + 6 + 7 + 8 + 9 + 12 + 14 + 16 + 18 + 21 + 24 + 28 + 32 + 36 + 42 + 48 + 56 + 63 + 72 + 84 + 96 + 112 + 126 + 144 + 168 + 224 + 252 + 288 + 336 + 504 + 672 + 1008 + 2016 = 6552
- σ(2556) = 1 + 2 + 3 + 4 + 6 + 9 + 12 + 18 + 36 + 71 + 142 + 213 + 284 + 426 + 639 + 852 + 1278 + 2556 = 6552

Dado que los tres números tienen el mismo valor de la suma de sus divisores (6552), y que este valor es igual a la suma de los tres números (6552), entonces se comprueba que forman un triplete de números amigos.